# Par trenzado blindado

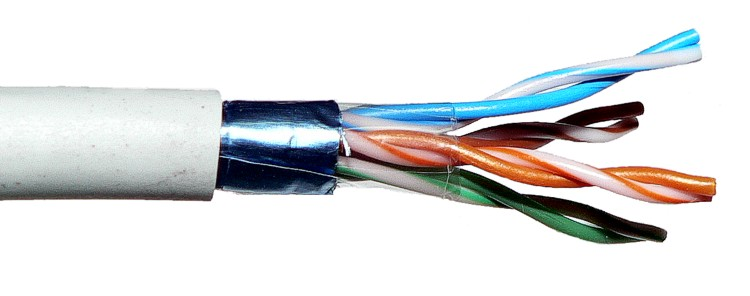
Cable FTP (Foiled Twisted Pair), un tipo de cable STP.

El par trenzado blindado o par trenzado apantallado (en inglés: Shielded Twisted Pair o STP) es un cable de par trenzado similar al Unshielded Twisted Pair (UTP) con la diferencia de que cada par tiene una pantalla protectora, además de tener una lámina externa de aluminio o de cobre trenzado alrededor del conjunto de pares, diseñada para reducir la absorción del ruido eléctrico.
El cable STP es más costoso y difícil de manipular que el cable sin blindaje o sin apantallar.
Se emplea en redes de computadores, como Ethernet o Token Ring. Su coste en la categoría 6A puede ser el mismo que la versión sin blindaje.
- Datos: Q9076807